# Alemania Occidental en los Juegos Paralímpicos de Örnsköldsvik 1976
Alemania Occidental estuvo representada en los Juegos Paralímpicos de Örnsköldsvik 1976 por un total de 32 deportistas, 27 hombres y cinco mujeres.

## Medallistas
El equipo paralímpico obtuvo las siguientes medallas:
| Nombre                                         | Deporte        | Evento                               |
| ---------------------------------------------- | -------------- | ------------------------------------ |
| Oro                                            |                |                                      |
| Annemie Schneider                              | Esquí alpino   | Eslalon I femenino                   |
| Annemie Schneider                              | Esquí alpino   | Eslalon gigante I femenino           |
| Annemie Schneider                              | Esquí alpino   | Combinada I femenino                 |
| Petra Merkott                                  | Esquí alpino   | Eslalon IV B femenino                |
| Petra Merkott                                  | Esquí alpino   | Eslalon gigante IV B femenino        |
| Petra Merkott                                  | Esquí alpino   | Combinada IV B femenino              |
| Ulli Helmbold                                  | Esquí alpino   | Eslalon gigante I masculino          |
| Hans Strasser                                  | Esquí alpino   | Combinada I masculino                |
| Dorothea Neuweiler                             | Esquí de fondo | 5 km distancia corta III femenino    |
| Dorothea Neuweiler                             | Esquí de fondo | 10 km distancia media III femenino   |
| Plata                                          |                |                                      |
| Traudl Weber                                   | Esquí alpino   | Eslalon III femenino                 |
| Traudl Weber                                   | Esquí alpino   | Eslalon gigante III femenino         |
| Traudl Weber                                   | Esquí alpino   | Combinada III femenino               |
| Richard Prager                                 | Esquí alpino   | Eslalon IV A masculino               |
| Richard Prager                                 | Esquí alpino   | Combinada IV A masculino             |
| Peter Portisch                                 | Esquí alpino   | Eslalon II masculino                 |
| Hans Strasser                                  | Esquí alpino   | Eslalon gigante I masculino          |
| Walter Klenk                                   | Esquí de fondo | 5 km distancia corta III masculino   |
| Ernst Schwarz                                  | Esquí de fondo | 5 km distancia corta IV B masculino  |
| Edmund Zahner                                  | Esquí de fondo | 10 km distancia media III masculino  |
| Adolf Fritsche                                 | Esquí de fondo | 10 km distancia media IV B masculino |
| Walter Klenk Ludwig Wagner Edmund Zahner       | Esquí de fondo | 3 × 10 km III-IV B masculino         |
| Bronce                                         |                |                                      |
| Hans Strasser                                  | Esquí alpino   | Eslalon I masculino                  |
| Peter Braun                                    | Esquí alpino   | Eslalon gigante IV B masculino       |
| Edmund Zahner                                  | Esquí de fondo | 5 km distancia corta III masculino   |
| Adolf Fritsche                                 | Esquí de fondo | 5 km distancia corta IV B masculino  |
| Ernst Schwarz                                  | Esquí de fondo | 10 km distancia media IV B masculino |
| Hermann Heckel Helmut Kaidisch Siegfried Loose | Esquí de fondo | 3 × 5 km I-II masculino              |